# Bry-sur-Marne
Bry-sur-Marne é uma comuna francesa na região administrativa da Ilha-de-França, no departamento de Val-de-Marne. Estende-se por uma área de 3,35 km².

## História

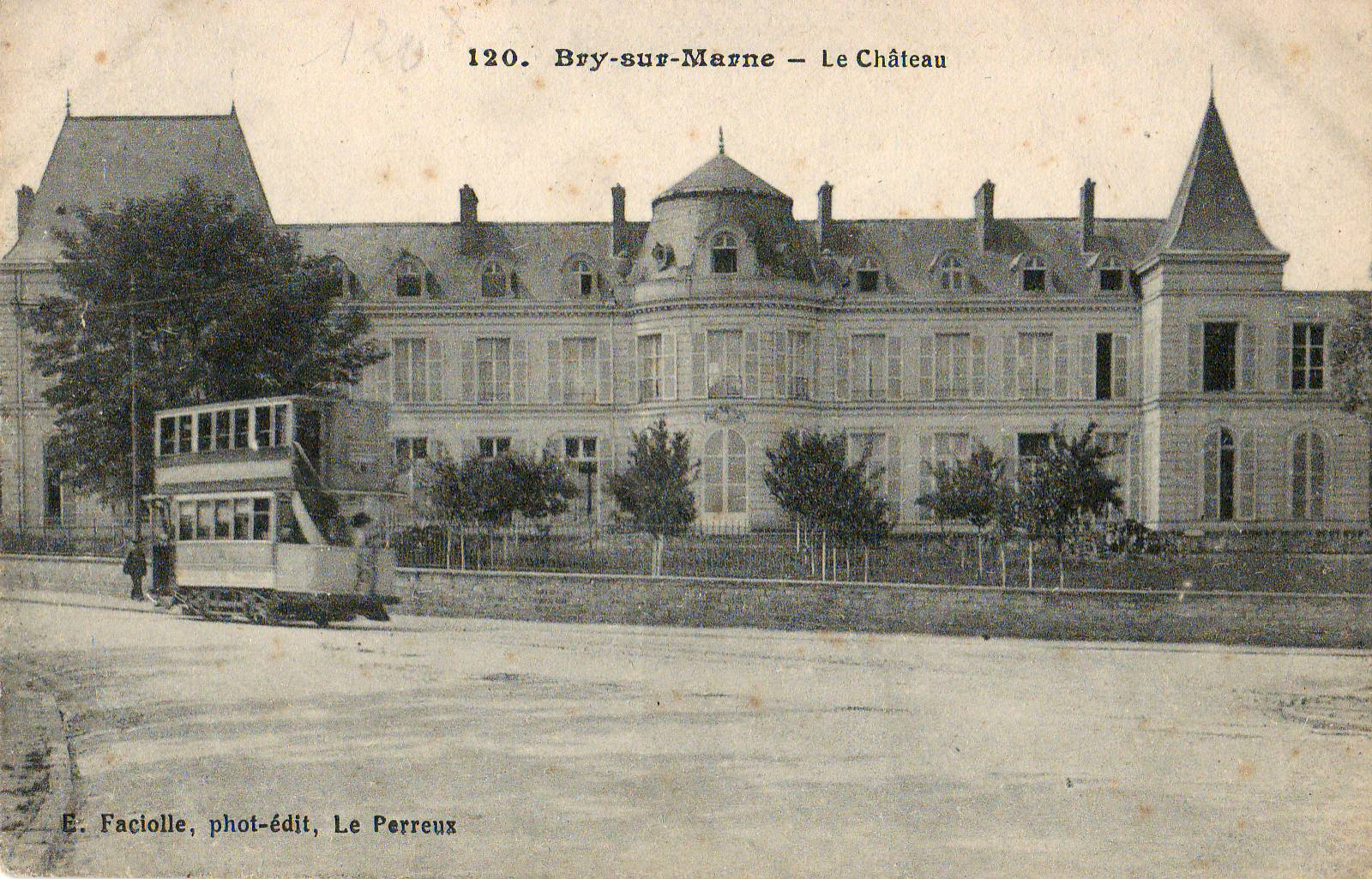
A cidade foi servida pelos tramways da linha 3 da chemins de fer nogentais desde 1888. Depois da absorção da Nogentais pela STCRP, a linha teve o número 120 e ligou Porte de Vincennes – Bois de Vincennes – Nogent-sur-Marne – Le Perreux – Bry–sur–Marne – Noisy-le-Grand, até a sua supressão na década de 1930.

O local da atual cidade foi habitado desde o Neolítico. Os mais antigos restos humanos, descobertos no pátio da escola primária, remontam ao século V a.C. Bry foi também o local de uma necrópole datando da Gália romana e da época merovíngia.
A cidade é mencionada sob o seu nome de Brie em "uma carta de Carlos o Calvo datando de 861" - primeiro registro escrito confirmando sua existência. Em 1130, a cidade é dotada de uma igreja.
Na década de 1690, Nicolas de Frémont, marquês de Auneuil, empreendeu a construção do castelo de Bry. A atual prefeitura foi construída em 1866. Em 1842, a igreja se viu dotada com o diorama em trompe l'œil de Louis Daguerre.

## Demografia
| 1793 | 1800 | 1806 | 1821 | 1831 | 1836 | 1841 | 1846 | 1851 |
| ---- | ---- | ---- | ---- | ---- | ---- | ---- | ---- | ---- |
| 425  | 417  | 414  | 358  | 379  | 378  | 362  | 387  | 412  |

| 1856 | 1861 | 1866 | 1872 | 1876 | 1881  | 1886  | 1891  | 1896  |
| ---- | ---- | ---- | ---- | ---- | ----- | ----- | ----- | ----- |
| 411  | 703  | 845  | 917  | 972  | 1 050 | 1 330 | 1 437 | 1 699 |

| 1901  | 1906  | 1911  | 1921  | 1926  | 1931  | 1936  | 1946  | 1954  |
| ----- | ----- | ----- | ----- | ----- | ----- | ----- | ----- | ----- |
| 2 125 | 2 733 | 2 949 | 3 468 | 4 417 | 5 166 | 5 182 | 5 100 | 6 660 |

| 1962 | 1968   | 1975   | 1982   | 1990   | 1999   | - | - | - |
| --- | ------ | ------ | ------ | ------ | ------ | - | - | - |
| 9 046 | 11 672 | 12 270 | 12 168 | 13 826 | 15 000 | - | - | - |
| Para os censos de 1962 a 2006 a população legal corresponde à popolução sem duplicidades, segundo define o INSEE. |        |        |        |        |        |   |   |   |

## Geografia

### Estações
- RER: RER A, estação de Bry-sur-Marne RER

No futuro, a cidade será servida por:
- Linha 15 do Metrô de Paris, estação de Bry-Villiers-Champigny
- Linha RER E, estação de Bry-Villiers-Champigny RER

### RER A
A cidade de Bry-sur-Marne é servida por uma estação RER A no ramal A4 de Marne-la-Vallée - Chessy:
- Bry-sur-Marne RER, localizada ao norte da cidade de Bry-sur-Marne, perto da cidade de Noisy-le-Grand

### RER E / Linha 15
A futura estação de Bry - Villiers - Champigny RER será implantada ao sul de Bry-sur-Marne, na comuna vizinha de Villiers-sur-Marne para o oeste da cidade (Chemin des Bouteraines) e próximo de Champigny-sur-Marne, ao nordeste da cidade. Ela será servida pela futura Linha 15 do Metrô de Paris entre a estação de Noisy - Champs e a estação de Champigny Centre que verá o dia em 2024 e estará em correspondência com o RER E entre a estação de Les Boullereaux-Champigny e a estação de Villiers-sur-Marne - Le Plessis-Trévise RER.